# Kinh tuyến (thiên văn học)

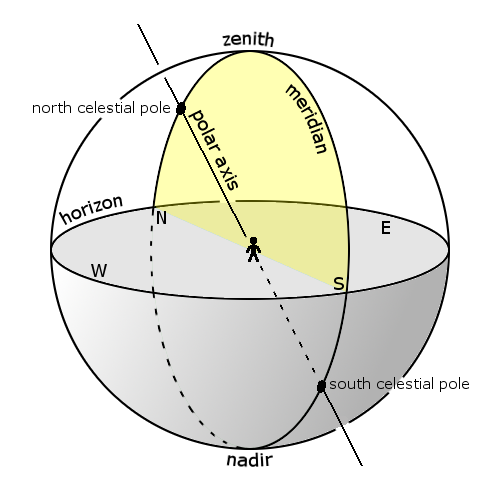
Kinh tuyến trên thiên cầu. Kinh tuyến trên của một người quan sát, một hình bán nguyệt, đi qua thiên đỉnh của họ và các điểm phía bắc và phía nam của đường chân trời của họ (xem hemi-đĩa màu vàng); kinh tuyến địa phương của người quan sát là hình bán nguyệt chứa thiên đỉnh của họ và cả hai cực thiên thể.

Trong thiên văn học, kinh tuyến là vòng tròn lớn đi qua các thiên cực, cũng như thiên đỉnh và thiên để của vị trí quan sát viên. Do đó, nó cũng bao gồm các điểm phía bắc và phía nam trên đường chân trời, và nó vuông góc với đường xích đạo và đường chân trời. Một kinh tuyến thiên thể đồng phẳng với kinh tuyến trên mặt đất tương tự chiếu lên thiên cầu. Do đó, số lượng kinh tuyến thiên thể cũng là vô hạn.
Kinh tuyến thiên thể không được xác định khi người quan sát ở hai cực địa lý, vì tại hai điểm này, thiên đỉnh và thiên để nằm trên hai cực thiên thể, và bất kỳ vòng tròn lớn nào đi qua các cực thiên thể cũng đi qua thiên đỉnh và thiên để.
Có một số cách để chia kinh tuyến thành hình bán nguyệt. Trong hệ tọa độ ngang, kinh tuyến của người quan sát được chia thành hai nửa kết thúc bởi các điểm phía bắc và phía nam của đường chân trời. Kinh tuyến trên của người quan sát đi qua thiên đỉnh trong khi kinh tuyến dưới đi qua thiên đế. Một cách khác, kinh tuyến được chia thành kinh tuyến địa phương, hình bán nguyệt bao gồm thiên đỉnh của người quan sát và cả hai cực thiên thể, và hình bán nguyệt đối diện, bao gồm thiên để và cả hai cực.
Vào bất kỳ ngày / đêm nhất định nào, một thiên thể sẽ xuất hiện cắt qua kinh tuyến trên của người quan sát khi Trái đất quay, vì kinh tuyến được cố định vào đường chân trời địa phương. Ở đỉnh điểm, vật thể tiếp xúc với kinh tuyến trên và đạt đến điểm cao nhất trên bầu trời. Xích kinh của một đối tượng và thời gian thiên văn địa phương có thể được sử dụng để xác định thời gian đạt đến đỉnh điểm của nó (xem góc giờ).
Kinh tuyến xuất phát từ meridies trong tiếng Latin, có nghĩa là cả hai từ "trưa" và "nam", bởi đường xích đạo thiên cầu dường như nghiêng về phía nam của Bắc bán cầu.